# Division I 1980-1981
La Division I 1980-1981 è stata la 78ª edizione della massima serie del campionato belga di calcio disputata tra il settembre 1980 e il maggio 1981 e conclusa con la vittoria del Anderlecht, al suo diciassettesimo titolo.
Capocannoniere del torneo fu Erwin Vandenbergh (K. Lierse SV), con 24 reti.

## Formula
Come nella stagione precedente le squadre partecipanti furono 18 e disputarono un turno di andata e ritorno per un totale di 34 partite.
Le ultime 2 classificate retrocedettero in Division 2.
Le società ammesse alle coppe europee furono sei: la squadra campione si qualificò alla Coppa dei Campioni 1981-1982, altre quattro alla Coppa UEFA 1981-1982 e la vincitrice della coppa nazionale alla Coppa delle Coppe 1981-1982.

## Classifica finale
|    | Classifica                 | G  | V  | N  | P  | GF | GS | Dif | Pt |
| -- | -------------------------- | -- | -- | -- | -- | -- | -- | --- | -- |
| 1  | Anderlecht                 | 34 | 26 | 5  | 3  | 83 | 24 | 59  | 57 |
| 2  | KSC Lokeren                | 34 | 20 | 6  | 8  | 74 | 36 | 38  | 46 |
| 3  | Standard Liegi             | 34 | 18 | 6  | 10 | 65 | 45 | 20  | 42 |
| 4  | KSK Beveren                | 34 | 16 | 9  | 9  | 48 | 31 | 17  | 41 |
| 5  | KFC Winterslag             | 34 | 16 | 6  | 12 | 46 | 43 | 3   | 38 |
| 6  | Club Bruges                | 34 | 16 | 5  | 13 | 74 | 56 | 18  | 37 |
| 7  | RWD Molenbeek              | 34 | 14 | 7  | 13 | 49 | 50 | -1  | 35 |
| 8  | K. Lierse SV               | 34 | 12 | 11 | 11 | 58 | 49 | 9   | 35 |
| 9  | Anversa                    | 34 | 11 | 11 | 12 | 42 | 53 | -11 | 33 |
| 10 | Gent                       | 34 | 12 | 8  | 14 | 49 | 49 | 0   | 32 |
| 11 | KSV Waregem                | 34 | 11 | 10 | 13 | 40 | 47 | -7  | 32 |
| 12 | RFC Liégeois               | 34 | 11 | 9  | 14 | 53 | 44 | 9   | 31 |
| 13 | KV Kortrijk                | 34 | 11 | 8  | 15 | 42 | 55 | -13 | 30 |
| 14 | KSV Cercle Brugge          | 34 | 11 | 7  | 16 | 51 | 68 | -17 | 29 |
| 15 | K. Beerschot VAV           | 34 | 10 | 6  | 18 | 42 | 55 | -13 | 26 |
| 16 | K. Waterschei SV Thor Genk | 34 | 10 | 5  | 19 | 54 | 77 | -23 | 25 |
| 17 | Beringen                   | 34 | 8  | 8  | 18 | 35 | 62 | -27 | 24 |
| 18 | K. Berchem Sport           | 34 | 5  | 9  | 20 | 29 | 90 | -61 | 19 |

### Verdetti
- RSC Anderlechtois campione del Belgio 1980-81.
- K. Beerschot VAV e K. Berchem Sport retrocesse in Division II.